# Мисс США 1966
Мисс США 1966 (англ. Miss USA 1966) — 14-й конкурс красоты Мисс США прошедший 21 мая 1966 года, в Майами, Флорида. Победительницей конкурса стала Мария Ременьи из штата Калифорния.

## Результаты
| Итоговое место | Участница |
| -------------- | --- |
| Мисс США 1966  | - Калифорния — Мария Ременьи |
| 1-я Вице Мисс  | - Коннектикут — Пэт Дэнн |
| 2-я Вице Мисс  | - Индиана — Элейн Ричардс |
| 3-я Вице Мисс  | - Северная Дакота — Джуди Слейтон |
| 4-я Вице Мисс  | - Флорида — Рэнди Бирд |
| Полуфиналистки | - Аризона — Роксанна Нили - Вашингтон (округ Колумбия) — Сью Каунтс - Гавайи — Джудит Вольски - Мэриленд — Розелайн Зеттер - Массачусетс — Нэнси Брэкетт - Нью-Йорк — Ненси Селф - Огайо — Карен Дитц - Теннесси — Мэри Смит - Техас — Дороти Пикенс - Юта — Денис Блэр |

### Специальные награды
| Награда              | Участница                    |
| -------------------- | ---------------------------- |
| Мисс конгениальность | - Вайоминг – Линда Лифдейл   |
| Мисс фотогеничность  | - Калифорния – Мария Ременьи |

## Штаты-участницы
| - Алабама - Сьюзан Скотт - Аляска - Эльрита Блэкенсоп - Аризона - Роксана Нили - Арканзас - Пегги Джонс - Калифорния - Мария Ременьи - Колорадо - Ким Келли - Коннектикут - Пэт Денн - Делавэр - Жаклин Калазинскас - Вашингтон (округ Колумбия) - Сью Каунтс - Флорида - Рэнди Бирд - Джорджия - Флора Годдард - Гавайи - Джудит Вольски - Иллинойс - Шерил Сетсер - Индиана - Элейн Ричардс - Айова - Янис Мирас - Канзас - Пэт Рэйвенскрофт - Кентукки - Дженнифер Бёрчем - Луизиана - Таня Бекнель - Мэн - Сьюзан Барташ - Мэриленд - Розелайн Зеттер - Массачусетс - Нэнси Брэкетт - Мичиган - Кэтлин Бласкак - Миннесота - Патрисия Тэтчер - Миссисипи - Джейн Сазерленд - Миссури - Марта Тейлор | - Монтана - Кэрол Бётчер - Небраска - Карен Вайнфуртнер - Невада - Мэри Мартин - Нью-Гэмпшир - Элейн Брандт - Нью-Джерси - Джо Энн Франчи - Нью-Мексико - Сьюзан Франц - Нью-Йорк - Нэнси Селф - Северная Каролина - Бренда Мойе - Северная Дакота - Джуди Слейтон - Огайо - Карен Дитц - Оклахома - Мелва Браун - Орегон - Шэрон Герриц - Пенсильвания - Барбара Левитт - Род-Айленд - Барбара Уильямс - Южная Каролина - Джозелин Алари - Теннесси - Мэри Смит - Техас - Дороти Пикенс - Юта - Денис Блэр - Вермонт - Пегги Эккерт - Виргиния - Беверли Джонсон - Вашингтон - Сандра Карлайл - Западная Виргиния - Аннет Пири - Висконсин - Джанет Дрисколл - Вайоминг - Линда Лифдейл |

Представительницы следующих штатов не принимали участие: Айдахо, Южная Дакота